# روي غولدستاين
روي غولدستاين (بالعبرية: רועי גולדשטיין‏) هو دراج إسرائيلي، ولد في 20 مايو 1993 في مجلس إقليمي مسغاف ‏ في إسرائيل.

## وصلات خارجية
- روي غولدستاين على موقع الاتحاد الدولي للدراجات (الإنجليزية)
- روي غولدستاين على موقع أرشيف الدراجات (الإنجليزية)
- روي غولدستاين على موقع إحصائيات الدراجات الإحترافية (الإنجليزية)